# IM1 Hits
iM1 Hits war ein deutscher Musikfernsehsender mit Sitz in Frankfurt am Main. iM1 Hits war ein Ableger des Musiksenders iM1 des Betreibers 360 Television GmbH. iM1 Hits startete am 7. April 2014 und ersetzte iM1, der über Satellit und Kabel verbreitet wurde. iM1 war seitdem nur noch über IPTV zu empfangen.

## Programm
iM1 Hits bezeichnete sich selbst als interaktiver Musiksender und sendete rund um die Uhr aktuelle Musikvideos, die durch Werbung unterbrochen wurden. Die Musikvideos konnten durch eingeblendete Nummern über ein kostenpflichtiges SMS-System hochgevotet werden. Im Mai 2014 wurde ein Live-Chat hinzugefügt, in dem die Zuschauer mit der iM1-Redaktion chatten und ihre Musikwünsche mitteilen können. Ein Foto-Upload war seit Juni 2014 ebenfalls vorhanden.

## Einstellung des Sendebetriebs
Am 14. August 2014 wurde der Sendebetrieb von iM1 Hits unterbrochen. Über Satellit wurde seitdem eine Hinweistafel mit dem Hinweis „Kurzer Soundcheck – gleich gehts weiter“ gesendet. Über das Kabelnetz von Unitymedia Kabel BW wurde am 18. August 2014 eine Hinweistafel aufgeschaltet, die auf die Einstellung des Sendebetriebs hinweist. Telefonisch war der Sender nicht mehr zu erreichen. Am 1. September 2014 wurde iM1 Hits endgültig abgeschaltet.

## Empfang
iM1 Hits wurde unverschlüsselt und digital (DVB-S2-fähiger Receiver nötig) über Satellit verbreitet:
- Astra 1KR (19,2° Ost)
- Downlinkfrequenz: 10.773 MHz
- Polarisation: horizontal
- Transponder: 53
- Modulation: 8PSK (DVB-S2)
- Vorwärtsfehlerkorrektur: 3/4
- Symbolrate: 22.000 kBd

Digitaler Empfang über die Kabelnetze
- kabelbw (Kanal S38, 442 MHz)
- neu.sw (Neubrandenburg) (Kanal S27, 354 MHz)
- SchwabenNet (Kanal S08)
- Telecolumbus Multimedia
- Unitymedia in NRW und Hessen (Kanal 27, 522 MHz)
- wilhelm.tel Hamburg (Kanal 54, 738 MHz)
- wilhelm.tel Schleswig-Holstein (Kanal 62, 802 MHz)
- WTC Lüneburg (nur digital auf Kanal 29, 538 MHz, 6900 Bd., 265-QAM)
- Telecom Liechtenstein im digitalen Kabel (Kanal 45)

Digitaler Empfang über IPTV
- Zattoo